# Église Saint-Dominique de San Francisco
L'église Saint-Dominique (St. Dominic's Church) est une église catholique de San Francisco en Californie, située dans le quartier de Western Addition à l'angle des Bush et Steiner Streets. La paroisse a été fondée par les dominicains en 1873, et l'église construite en architecture néo-gothique a été terminée en 1928. Paroisse numériquement importante de l'archidiocèse de San Francisco, elle est connue aussi pour ses groupes de jeunes adultes catholiques. L'église a donné son nom à l'album de Van Morrison (1972), Saint Dominic's Preview. Son prieuré sert aussi de noviciat pour la province dominicaine de l'Ouest américain.

## Histoire
Les premiers dominicains sont arrivés à San Francisco en 1850 avec Mgr Joseph Sadoc Alemany (en), venu d'Espagne, avec le P. Vilarrasa et Marie Goemere (Mère Marie de la Croix), originaire de Belgique,. Mgr Alemany, qui avait terminé en 1840 ses études de sacrée théologie au collège Saint-Thomas de Rome (future Université pontificale Saint-Thomas-d'Aquin - Angelicum -), avait été nommé évêque de Monterey et avait invité le P. Vilarrasa à l'accompagner en Californie. L'archidiocèse de San Francisco est érigé en 1853 et il en est le premier archevêque.
Le premier prieuré dominicain de San Francisco est inauguré en 1863 à Van Ness et Broadway, afin d'accueillir les pères qui desservaient la nouvelle paroisse Sainte-Brigitte (Saint Brigid). Ils servent jusqu'en 1875, lorsque l'administration de la paroisse est dévolue aux prêtres diocésains. les dominicains s'occupent également de la paroisse Saint-François-d'Assise et de la paroisse Notre-Dame-des-Victoires de San Francisco.
En 1863, les dominicains achètent pour 6 000 dollars un terrain situé entre les rues Steiner, Bush, Pierce et Pine Streets. Le P. Vilarrasa fait construire avec l'accord du conseil provincial un prieuré et une église pour 25 000 dollars. La première église est de dimension modeste à l'angle des Bush et Steiner Streets ; elle est bénie le 29 juin 1873. Le prieuré est établi en 1876.
Vers l'année 1880, il apparaît que l'église est trop petite pour une paroisse en pleine croissance. L'église originelle devient une salle paroissiale et est réinstallée sur Pine Street. La première pierre de la nouvelle église est bénie en 1883, mais à cause de difficultés financières, elle n'ouvre qu'en 1887 et connaît encore des années de travaux.
Le terrible tremblement de terre de 1906 détruit une grande partie de la ville de San Francisco; les paroissiens sont obligés de se réunir ensuite dans une construction en bois à partir d'octobre 1906. Cette église provisoire dure jusqu'en 1928, puis est transformée en salle paroissiale jusque dans les années 1960.
Les travaux de la quatrième église Saint-Dominique ne commencent qu'en 1923. L'église bâtie selon les plans d'Arnold Constable est terminée en 1928. Elle est bénie par Mgr Hanna, mais les travaux continuent jusqu'en 1973.
L'église actuelle est d'inspiration gothique française et anglaise. l'abside semi-circulaire à l'ouest est typiquement française.
Le séisme de Loma Prieta en 1989 détruit la belle lanterne octogonale de la tour Saint-Dominique. La tour elle-même est sérieusement endommagée, mais elle est restaurée et renforcée pendant les deux mois de fermeture pour travaux de l'église. La plupart des décorations du plafond sont ôtées pour des raisons de sécurité.
En 1991, neuf arcs-boutants viennent consolider la structure pour un coût très important. les travaux sont terminés en juillet 1992 et Mgr Quinn procède à la dédicace de l'église le 1er août 1992.